# Saint-Faustin-Lac-Carré
Mont-Blanc, già Saint-Faustin–Lac-Carré, è un comune del Canada, situato nella provincia del Québec, nella regione di Laurentides.